# Miss Canada
Miss Canada var en skönhetstävling för unga kvinnor i Kanada. Tävlingen grundades i staden Hamilton 1946. Tävlingen sändes på TV och var under 1970-talet populär. Amerikanskfödde Jim Perry ledde showen som sändes på CTV från 1967-1990. Dominique Dufour, vinnare av Miss Canada 1981, ledde programmet tillsammans med Perry 1982-1990. Det sista programmet, som sändes under hösten 1991, leddes av Peter Feniak och Liz Grogan. 

## Vinnare
| År      | Namn                      | Region, representerad hemstad |
| ------- | ------------------------- | ----------------------------- |
| 1946    | Marion Saver              | Newtonbrook, Ontario          |
| 1947    | Margaret Marshall         | Toronto, Ontario              |
| 1948    | Betty Jean Ferguson       | Halifax, Nova Scotia          |
| 1949    | Margaret Lynn Munn        | Vancouver, British Columbia   |
| 1950    | Margaret Bradford         | London, Ontario               |
| 1951    | Marjorie Kelly            | Courtland, Ontario            |
| 1952    | Marilyn Reddick           | Toronto, Ontario              |
| 1953    | Kathleen Archibald        | Kelowna, British Columbia     |
| 1954    | Barbara Joan Markham      | Cornwall, Ontario             |
| 1955    | Dalyce Smith              | Whitehorse, Yukon Territory   |
| 1956    | Dorothy Moreau            | Montréal, Québec              |
| 1957    | Pageant Title Post-Dated  |                               |
| 1958    | Joan May Fitzpatrick      | Windsor, Ontario              |
| 1959    | Danica d'Hondt            | Vancouver, British Columbia   |
| 1960    | Rosemary Catherine Keenan | Rothesay, New Brunswick       |
| 1961    | Iris Thurlwell            | Northtown Toronto, Ontario    |
| 1962-63 | Nina Holden*              | Victoria, British Columbia    |
| 1964    | Carol Ann Balmer          | Toronto, Ontario              |
| 1965    | Linda Douma               | Victoria, British Columbia    |
| 1966    | Diane Landry              | Winnipeg, Manitoba            |
| 1967    | Barbara Kelly             | Vancouver, British Columbia   |
| 1968    | Carol McKinnon            | Prince Edward Island          |
| 1969    | Marie-France Beaulieu     | Montréal, Québec              |
| 1970    | Julie Maloney             | Ottawa/Hull, Ontario/Québec   |
| 1971    | Caroline Amelia Commisso  | Thunder Bay, Ontario          |
| 1972    | Donna Mary Sawicky        | Kitchener-Waterloo, Ontario   |
| 1973    | Gillian Regehr            | Victoria, British Columbia    |
| 1974    | Blair Lancaster           | Burlington, Ontario           |
| 1975    | Terry Lynne Meyer         | Edmonton, Alberta             |
| 1976    | Sylvia McGuire            | Nova Scotia                   |
| 1977    | Yvonne Foster             | Saskatoon, Saskatchewan       |
| 1978    | Catherine Swing           | Toronto, Ontario              |
| 1979    | Heidi Quiring             | Manitoba                      |
| 1980    | Terry MacKay              | Calgary, Alberta              |
| 1981    | Dominique Dufour          | Laval, Québec                 |
| 1982    | Karen Dianne Baldwin      | London, Ontario               |
| 1983    | Jodi Yvonne Rutledge      | Manitoba                      |
| 1984    | Cynthia Kereluk           | Edmonton, Alberta             |
| 1985    | Karen Elizabeth Tilley    | Calgary, Alberta              |
| 1986    | Rene Newhouse             | Cranbrook, British Columbia   |
| 1987    | Tina May Simpson          | Niagara-regionenn, Ontario    |
| 1988    | Melinda Gillies           | London, Ontario               |
| 1989    | Juliette Powell           | Laurentides, Québec           |
| 1990    | Robin Lee Ouzunoff        | Niagara Region, Ontario       |
| 1991    | Leslie McLaren            | Edmonton, Alberta             |
| 1992    | Nicole Dunsdon            | Summerland, British Columbia  |
| 2010    | Lauren Andrew             | Rothesay, New Brunswick       |